# Grays näbbval
Grays näbbval (Mesoplodon grayi) är en art i familjen näbbvalar (Ziphiidae) som förekommer i alla hav söder om ekvatorn. Djuret är uppkallat efter den brittiska zoologen John Edward Gray.

## Utbredning och habitat
Arten lever i alla hav kring Antarktis och norrut ungefär till 30° sydlig bredd. Strandade individer hittades främst i Nya Zeeland, Australien, Sydafrika, Chile, Argentina och Peru. Iakttagelser i det öppna havet registrerades huvudsakligen i Indiska oceanen. En strandning i Nederländerna tyder på att vissa individer utför längre vandringar. Grays näbbval vistas främst i det öppna havet längre bort från kustlinjerna. Havsdjupet i dessa områden är 200 meter eller djupare.

## Beskrivning
Liksom andra näbbvalar har grays näbbval en långsträckt nos. Vad som skiljer arten från andra medlemmar i samma familj är antalet tänder. Grays näbbval har förutom två tänder i underkäken 34 till 44 små tänder i överkäken. Kroppens färg är mörkgrå och på buken finns några ljusa fläckar, nosen är hos äldre individer vitaktig. Honor blir med en längd upp till 5,6 meter något större än hannar som når 4,7 meters längd. Vikten uppgår till 1 500 kilogram. På strupen förekommer två rännor.
Oftast iakttas ensamma individer eller par. Grays näbbval bildar ibland större flockar än andra näbbvalar. Under 1800-talet registrerades strandningar av upp till 28 individer samtidig. Arten livnär sig främst av bläckfiskar och har bra förmåga att dyka. Även några fiskar ingår i födan. Efter dräktigheten som uppskattas vara ett år lång föds en unge. Antagligen är den ett år beroende av moderns vård.
Många iakttagelser och strandningar tyder på att grays näbbval har ett större bestånd. IUCN listar arten som livskraftig (LC).